# Un hombre para Ivy
Un hombre para Ivy (en inglés For Love of Ivy) fue una comedia romántica estadounidense de 1968 dirigida por Daniel Mann. El film está protagonizado por Sidney Poitier, Abbey Lincoln, Beau Bridges, Nan Martin, Lauri Peters y Carroll O'Connor. La historia fue escrita por el mismo Poitier con el guionista Robert Alan Aurthur. La banda sonora fue escrita por Quincy Jones. La canción "For Love of Ivy", escrita por Quincy Jones y Bob Russell, fue nominada al Óscar a la mejor canción original y recibió dos nominaciones a los Globos de Oro al mejor actor de reparto para Beau Bridges y Abbey Lincoln.

## Argumento
Ivy Moore, una mujer afroamericana de 27 años, lleva nueve años trabajando como empleada doméstica para la familia Austin, propietaria de una tienda departamental, en Long Island, Nueva York, desde que la trajeron de Florida, donde fue criada por su abuela. A pesar de que la tratan como a un miembro más de la familia, anuncia su decisión de dejar su trabajo e ir a la escuela de secretariado para mejorar su situación.
Los Austin están desesperados por retenerla, y los adolescentes, Gena y Tim, traman un plan para lograrlo. Tim Austin organiza una cena con Jack Parks, un ejecutivo de una empresa de camiones, para que Ivy se reúna con ella. Tim espera que la llegada de nuevas emociones a su vida la disuada de dejar a la familia.
Tim convence a un reticente Parks para que salga con Ivy y lo presiona amenazando con revelar su casino ilegal de apuestas, que opera de noche en la parte trasera de un gran camión de larga distancia.
Sus primeros encuentros son incómodos para la cosmopolita Parks y la menos sofisticada Moore, ya que van a un restaurante japonés y a una discoteca bohemia en Manhattan. Sin embargo, con el tiempo, el romance florece, pero cuando Moore se entera de que Parks fue obligada a salir con ella inicialmente, rompe con él.
Parks supera su afición a la soltería liberal y le pide a Moore que se vaya con él a Nueva York. Ella acepta.
Mientras lo hacen, presencian cómo paran el casino ilegal y arrestan a todos los que están dentro después de que los Austin llamaran a la policía.

## Reparto
- Sidney Poitier como Jack Parks
- Abbey Lincoln como Ivy Moore
- Beau Bridges como Tim Austin
- Nan Martin como Doris Austin
- Lauri Peters como Gena Austin
- Carroll O'Connor como Frank Austin
- Leon Bibb como Billy Talbot
- Hugh Hurd como Jerry
- Lon Satton como Harry
- Jennifer O'Neill como Sandy
- Paul Harris como Dealer

## Recepción de público y crítica
La película se estrenó con críticas positivas y fue del agrado tanto del público negro como del blanco. Muchos aplaudieron las actuaciones de Sidney Poitier y Abbey Lincoln, quienes fueron populares protagonistas románticos. Incluso la revista Ebony les dedicó un artículo de portada. Bridges y O'Connor también fueron aplaudidos. Posteriormente, ambos actores aparecieron en películas y series de televisión, algunas de ellas abordando temas raciales. Bridges dirigió la comedia dramática urbana "The Landlord" y otras películas, y O'Connor consiguió otros papeles mientras se abría camino en la televisión como Archie Bunker en "All in the Family".

### Recaudación
La película consiguió una recaudación de 5,570,000 de dólares en Estados Unidos y de 1.7 millones en el resto del mundo. Después de descontar los gastos de distribución, las impresiones, la publicidad y el coste negativo, la película registró una ganancia de 390,000 de dólares.